# 苑秀
苑秀（1457年—16世紀），字世賢，號拙齋，北直隸河間府肅寧縣人，明朝政治人物。

## 生平
苑秀個性沈靜端重，博學多才，從不發怒，得人尊重，弘治十一年（1498年）中式戊午科順天鄉試舉人，次年（1499年）聯捷進士，獲授盧氏縣知縣，任內寬厚處理政務，興學勸農、救災恤患，被稱為良吏。之後他升任刑部主事，剖決案件嚴明稱平允，進階承德郎，不久去世，入祀名宦鄉賢祠。

## 家族
曾祖苑復初。祖苑英，审理正。父苑继伦。母路氏。永感下。兄苑俊。其子苑清，太學生，曾任獲嘉縣丞。

## 引用
1. 1 2  乾隆《肅寧縣志·卷七·人物志》：苑秀，字世賢，號拙齋，植性靜重，積學淵宏，生平無疾言遽色，人無大小皆尊禮之。弘治戊午己未聯捷成進士，授盧氏縣，令治寬厚、愛民若子、興學勸農、救災恤患，為時良吏；擢刑部主事，剖決嚴明，獄無淹繁，廷中稱平允。進階承德郎，尋卒，從祀名宦鄉賢，子清博學明陰陽歷數，為時所重，以太學任獲嘉縣丞。
2. ↑  龚延明主编. . 宁波: 宁波出版社. 2016. ISBN 978-7-5526-2320-8. 《天一閣藏明代科舉錄選刊.登科錄》之《弘治十二年己未科進士登科錄》